# کریستف کمپه
کریستف کمپه (انگلیسی: Christophe Kempé؛ زادهٔ ۲ مهٔ ۱۹۷۵) بازیکن هندبال اهل فرانسه است.
وی همچنین برندهٔ جوایزی همچون لژیون دونور (شوالیه) شده‌است.